# Desarterialización hemorroidal transanal

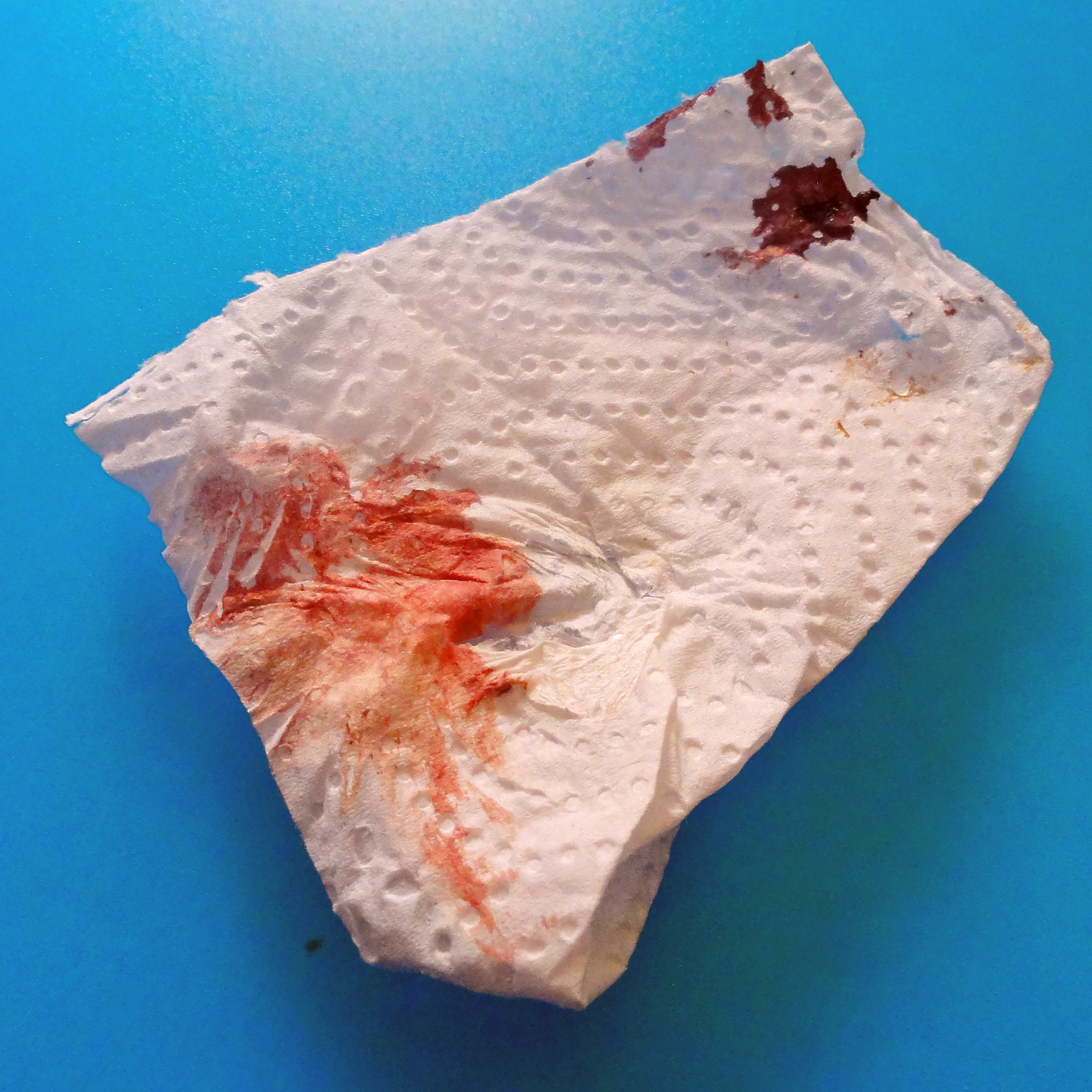
Papel higiénico tras defecar con manchas de sangre escarlata debido a una fisura anal provocada por el paso de heces duras y secas tras el consumo prolongado de comida picante por parte de un hombre de 50 años; Debe contactar inmediatamente a un cirujano para evitar el desarrollo de anemia o hemorroides.

La desarterialización hemorroidal transanal (llamado en inglés THD: transanal hemorrhoidal dearterialization) es una técnica quirúrgica mínimamente invasiva para la extirpación de las hemorroides, aprobada por el NICE (National Institute of Clinical Excellence) en el Reino Unido y evaluada en la revista científica Cirugía Española en 2008.
Esta técnica consiste en reducir los síntomas y el sangrado, disminuyendo el flujo sanguíneo a las hemorroides.
La operación se realiza generalmente bajo anestesia total y normalmente después de la realización de un enema. Con la ayuda de un proctoscopio, las arterias hemorroidales se ligan con suturas (por encima de la línea pectínea) para disminuir el flujo sanguíneo a las hemorroides. Se puede recurrir a una sonda Doppler para identificar las arterias hemorroidales. En el caso de hemorroides causadas por un prolapso, se realiza una ulterior operación en la mucosa.
La membrana mucosa que haya sufrido un prolapso, se levanta por encima de la línea pectínea donde se coloca con suturas (hemorroidopexia).
Este tipo de operación se realiza por encima de la línea pectínea, un punto donde convergen sólo terminaciones nerviosas viscerales.
Estas terminaciones nerviosas viscerales, al ser estimuladas, no producen dolor sino una sensación de tensión, asociable a la tensión intestinal o a la sensación de hinchazón, incluso después de la evacuación. Durante la fase posoperatoria esta sensación desaparece aproximadamente en 48 horas.
Las posibles complicaciones asociadas a esta técnica quirúrgica son notablemente inferiores  a las que se asocian a las técnicas de escisión, que dependen del corte o extirpación del tejido hemorroidal. Las complicaciones pueden incluir trombosis, sangrados y retención urinaria.
Con esta técnica quirúrgica, la anatomía de la parte terminal del tracto gastrointestinal permanece inalterada. Asimismo, con esta técnica, se preservan las funciones de los paquetes anales y de la parte distal del recto que regula la continencia así como la sensibilidad.
Los pacientes pueden reanudar su actividad normal transcurridas 24 - 48 horas.